# Pays de Ronsard
Pour les articles homonymes, voir Ronsard.
Le Pays de Ronsard est le nom donné depuis la fin du XIXe siècle au pays natal de Pierre de Ronsard (1524), autour de Couture-sur-Loir, en Vendômois. L'identité du Vendômois est fortement marquée par le souvenir du "prince des poètes".